# Nomorhamphus celebensis
Nomorhamphus celebensis là một loài cá thuộc họ Hemiramphidae. Chúng là loài đặc hữu của Indonesia.